# Postać normalna Kurody
Gramatyka formalna jest w postaci normalnej Kurody, jeśli zawiera tylko produkcje postaci:
{\displaystyle AB\to CD,} {\displaystyle A\to BC,} {\displaystyle A\to B,} {\displaystyle A\to \alpha ,} gdzie A,B i C to symbole nieterminalne, a {\displaystyle \alpha } – symbol terminalny.
Każda gramatyka w postaci normalnej Kurody generuje język kontekstowy, jak również dla każdej gramatyki kontekstowej nie generującej słowa pustego istnieje równoważna jej gramatyka w postaci normalnej Kurody.